# Acacia accola
Acacia accola é uma espécie de leguminosa do gênero Acacia, pertencente à família Fabaceae.